# Athlétisme aux Jeux olympiques d'été de 2000
Pour des articles plus généraux, voir Jeux olympiques d'été de 2000 et Athlétisme aux Jeux olympiques.
Navigation
Les épreuves d'athlétisme des Jeux olympiques d'été de 2000 ont eu lieu du 22 septembre au 1er octobre 2000 au Stadium Australia de Sydney. 2 134 athlètes issus de 193 nations ont pris part aux 46 épreuves du programme (22 féminines et 24 masculines). La compétition, qui voit l'apparition au programme olympique du saut à la perche et du lancer du marteau féminins, est marquée par l'amélioration de dix records olympiques.

## Faits marquants
- Deux épreuves ont été ajoutées pour les femmes, par rapport aux jeux de 1996, le saut à la perche et le lancer du marteau.
- Avec 2 134 athlètes pour 193 nations dans 46 épreuves, les Jeux de Sydney ont été les plus grands de l'athlétisme. Il y avait officiellement 194 nations mais Cherico Detenamo, l'unique athlète de Nauru, était non-partant.
- Plusieurs médailles ont été ultérieurement retirées et parfois redistribuées, à la suite des révélations de dopage de certains athlètes, notamment celles de Marion Jones.

## Résultats

### Hommes
| Épreuves | Or | Argent | Bronze                                                                            |
| --- | --- | --- | --------------------------------------------------------------------------------- |
| 100 m détails | Maurice Greene (USA) 9 s 87                                                                                   | Ato Boldon (TRI) 9 s 99 | Obadele Thompson (BAR) 10 s 04                                                    |
| 200 m détails | Konstadínos Kedéris (GRE) 20 s 09                                                                             | Darren Campbell (GBR) 20 s 14                                                                                                 | Ato Boldon (TRI) 20 s 20                                                          |
| 400 m détails | Michael Johnson (USA) 43 s 84                                                                                 | Alvin Harrison (USA) 44 s 40                                                                                                  | Greg Haughton (JAM) 44 s 70                                                       |
| 800 m détails | Nils Schumann (GER) 1 min 45 s 08                                                                             | Wilson Kipketer (DEN) 1 min 45 s 14                                                                                           | Djabir Said-Guerni (ALG) 1 min 45 s 16                                            |
| 1 500 m détails | Noah Ngeny (KEN) 3 min 32 s 07 (OR)                                                                           | Hicham El Guerrouj (MAR) 3 min 32 s 32                                                                                        | Bernard Lagat (KEN) 3 min 32 s 44                                                 |
| 5 000 m détails | Millon Wolde (ETH) 13 min 35 s 49                                                                             | Ali Saidi-Sief (ALG) 13 min 36 s 20                                                                                           | Brahim Lahlafi (MAR) 13 min 36 s 47                                               |
| 10 000 m détails | Haile Gebreselassie (ETH) 27 min 18 s 20                                                                      | Paul Tergat (KEN) 27 min 18 s 29                                                                                              | Assefa Mezgebu (ETH) 27 min 19 s 75                                               |
| Marathon détails | Gezahegne Abera (ETH) 2 h 10 min 11 s                                                                         | Eric Wainaina (KEN) 2 h 10 min 31 s                                                                                           | Tesfaye Tola (ETH) 2 h 11 min 10 s                                                |
| 110 m haies détails | Anier Garcia (CUB) 13 s 00                                                                                    | Terrence Trammell (USA) 13 s 16                                                                                               | Mark Crear (USA) 13 s 22                                                          |
| 400 m haies détails | Angelo Taylor (USA) 47 s 50                                                                                   | Hadi Souan Somalyi (KSA) 47 s 53                                                                                              | Llewellyn Herbert (RSA) 47 s 81                                                   |
| 3 000 m steeple détails | Reuben Kosgei (KEN) 8 min 21 s 43                                                                             | Wilson Boit Kipketer (KEN) 8 min 21 s 77                                                                                      | Ali Ezzine (MAR) 8 min 22 s 15                                                    |
| 4 × 100 m détails | États-Unis Jon Drummond Bernard Williams Brian Lewis Maurice Greene Tim Montgomery* Kenny Brokenburr* 37 s 61 | Brésil Vicente de Lima Edson Ribeiro André Domingos Claudinei da Silva Cláudio Souza* 37 s 90                                 | Cuba José Ángel César Luis Alberto Pérez-Rionda Iván García Freddy Mayola 38 s 04 |
| 4 × 400 m détails | Nigéria, Clement Chukwu Jude Monye Sunday Bada Enefiok Udo Obong Nduka Awazie* Fidelis Gadzama* 2 min 58 s 68 | Jamaïque Michael Blackwood Gregory Haughton Christopher Williams Danny McFarlane Sanjay Ayre* Michael McDonald* 2 min 58 s 78 | Bahamas Avard Moncur Troy McIntosh Carl Oliver Chris Brown 2 min 59 s 23          |
| 20 km marche détails | Robert Korzeniowski (POL) 1 h 18 min 59 s (OR)                                                                | Noé Hernández (MEX) 1 h 19 min 3 s                                                                                            | Vladimir Andreev (RUS) 1 h 19 min 27 s                                            |
| 50 km marche détails | Robert Korzeniowski (POL) 3 h 42 min 22 s                                                                     | Aigars Fadejevs (LAT) 3 h 43 min 40 s                                                                                         | Joel Sánchez (MEX) 3 h 44 min 36 s                                                |
| Saut en longueur détails | Iván Pedroso (CUB) 8,55 m                                                                                     | Jai Taurima (AUS) 8,49 m | Roman Shchurenko (UKR) 8,31 m                                                     |
| Triple saut détails | Jonathan Edwards (GBR) 17,71 m                                                                                | Yoel García (CUB) 17,47 m | Denis Kapustin (RUS) 17,46 m                                                      |
| Saut en hauteur détails | Sergey Klyugin (RUS) 2,35 m                                                                                   | Javier Sotomayor (CUB) 2,32 m                                                                                                 | Abderrahmane Hammad (ALG) 2,32 m                                                  |
| Saut à la perche détails | Nick Hysong (USA) 5,90 m                                                                                      | Lawrence Johnson (USA) 5,90 m                                                                                                 | Maksim Tarasov (RUS) 5,90 m                                                       |
| Lancer du poids détails | Arsi Harju (FIN) 21,29 m                                                                                      | Adam Nelson (USA) 21,21 m | John Godina (USA) 21,20 m                                                         |
| Lancer du disque détails | Virgilijus Alekna (LTU) 69,30 m                                                                               | Lars Riedel (GER) 68,50 m | Frantz Kruger (RSA) 68,19 m                                                       |
| Lancer du marteau détails | Szymon Ziolkowski (POL) 80,02 m                                                                               | Nicola Vizzoni (ITA) 79,64 m                                                                                                  | Ihar Astapkovich (BLR) 79,17 m                                                    |
| Lancer du javelot détails | Jan Železný (CZE) 90,17 m (OR)                                                                                | Steve Backley (GBR) 89,85 m                                                                                                   | Sergey Makarov (RUS) 88,67 m                                                      |
| Décathlon détails | Erki Nool (EST) 8 641 pts                                                                                     | Roman Šebrle (CZE) 8 606 pts                                                                                                  | Chris Huffins (USA) 8 595 pts                                                     |
| Records et Performances - AR : Record continental (area record) - CR : Record des championnats (championship record) - MR : Record du meeting (meet record) - NR : Record national (national record) - OR : Record olympique (olympic record) - PR : Record paralympique (paralympic record) - PB : Record personnel (personal best) - SB : Meilleure performance personnelle de la saison (season's best) - WL : Meilleure performance mondiale de l'année (world leader) - WJR : Record du monde junior (world junior record) - WR : Record du monde (world record) Circonstances et Conditions - DNF : N'a pas terminé (did not finish) - DNS : N'a pas pris le départ (did not start) - DQ : Disqualification (disqualification) - NM : Aucun essai valable enregistré (No Mark) - Q : Qualifié « directement » au prochain tour (ou à la prochaine compétition), lors d'une compétition majeure, grâce au classement ou à la réalisation des minima (automatic qualifier) - q : Qualifié au prochain tour (ou à la prochaine compétition), lors d'une compétition majeure, grâce au repêchage ou à la réalisation de l'une des meilleures performances parmi celles des « non qualifiés directement » (grâce au meilleur temps ou à la meilleure distance par exemple) (secondary qualifier) | | |                                                                                   |

* Athlètes médaillés ayant participé aux séries des relais

### Femmes
| Épreuves | Or                                                                                                   | Argent | Bronze |
| --- | --- | --- | --- |
| 100 m détails | Non attribuée                                                                                        | Ekaterini Thanou (GRE) 11 s 12                                                                                                   | Merlene Ottey (JAM) 11 s 19                                                                                                 |
| 100 m détails | Non attribuée                                                                                        | Tayna Lawrence (JAM) 11 s 18 | Merlene Ottey (JAM) 11 s 19                                                                                                 |
| 200 m détails | Pauline Davis-Thompson (BAH) 22 s 27                                                                 | Susanthika Jayasinghe (SRI) 22 s 28 (NR)                                                                                         | Beverly McDonald (JAM) 22 s 35                                                                                              |
| 400 m détails | Cathy Freeman (AUS) 49 s 11                                                                          | Lorraine Graham (JAM) 49 s 58 | Katharine Merry (GBR) 49 s 72                                                                                               |
| 800 m détails | Maria Mutola (MOZ) 1 min 56 s 15                                                                     | Stephanie Graf (AUT) 1 min 56 s 64                                                                                               | Kelly Holmes (GBR) 1 min 56 s 80                                                                                            |
| 1 500 m détails | Nouria Benida-Merah (ALG) 4 min 05 s 10                                                              | Violeta Szekely (ROU) 4 min 05 s 15                                                                                              | Gabriela Szabo (ROU) 4 min 05 s 27                                                                                          |
| 5 000 m détails | Gabriela Szabo (ROU) 14 min 40 s 79 (OR)                                                             | Sonia O'Sullivan (IRL) 14 min 41 s 02 (NR)                                                                                       | Gete Wami (ETH) 14 min 42 s 23                                                                                              |
| 10 000 m détails | Derartu Tulu (ETH) 30 min 17 s 49 (OR)                                                               | Gete Wami (ETH) 30 min 22 s 48                                                                                                   | Fernanda Ribeiro (POR) 30 min 22 s 88                                                                                       |
| Marathon détails | Naoko Takahashi (JPN) 2 h 23 min 14 s (OR)                                                           | Lidia Simon (ROU) 2 h 23 min 22 s                                                                                                | Joyce Chepchumba (KEN) 2 h 24 min 45 s                                                                                      |
| 100 m haies détails | Olga Shishigina (KAZ) 12 s 65                                                                        | Glory Alozie (NGA) 12 s 68 | Melissa Morrison (USA) 12 s 76                                                                                              |
| 400 m haies détails | Irina Privalova (RUS) 53 s 02                                                                        | Deon Hemmings (JAM) 53 s 45 | Nezha Bidouane (MAR) 53 s 57                                                                                                |
| 4 × 100 m détails | Bahamas Sevatheda Fynes Chandra Sturrup Pauline Davis-Thompson Debbie Ferguson Eldece Lewis* 41 s 95 | Jamaïque Tayna Lawrence Veronica Campbell Beverly McDonald Merlene Ottey Merlene Frazer* 42 s 13                                 | États-Unis, Chryste Gaines Torri Edwards Nanceen Perry Passion Richardson* 42 s 20                                          |
| 4 × 400 m détails | États-Unis, Jearl Miles-Clark Monique Hennagan LaTasha Colander Andrea Anderson* 3 min 22 s 62       | Jamaïque Sandie Richards Catherine Scott-Pomales Deon Hemmings Lorraine Graham Charmaine Howell* Michelle Burgher* 3 min 23 s 25 | Russie Yuliya Sotnikova Svetlana Goncharenko Olga Kotlyarova Irina Privalova Natalya Nazarova* Olesya Zykina* 3 min 23 s 46 |
| 20 km marche détails | Wang Liping (CHN) 1 h 29 min 05 s (OR)                                                               | Kjersti Tysse-Plätzer (NOR) 1 h 29 min 33 s                                                                                      | Maria Vasco (ESP) 1 h 30 min 23 s                                                                                           |
| Saut en longueur détails | Heike Drechsler (GER) 6.99 m                                                                         | Fiona May (ITA) 6.92 m | Tatyana Kotova (RUS) 6.83 m                                                                                                 |
| Triple saut détails | Tereza Marinova (BUL) 15,20 m                                                                        | Tatyana Lebedeva (RUS) 15,00 m                                                                                                   | Olena Hovorova (UKR) 14,96 m                                                                                                |
| Saut en hauteur détails | Yelena Yelesina (RUS) 2,01 m                                                                         | Hestrie Cloete (RSA) 2,01 m | Kajsa Bergqvist (SWE) 1,99 m                                                                                                |
| Saut en hauteur détails | Yelena Yelesina (RUS) 2,01 m                                                                         | Hestrie Cloete (RSA) 2,01 m | Oana Pantelimon (ROU) 1,99 m                                                                                                |
| Saut à la perche détails | Stacy Dragila (USA) 4,60 m (OR)                                                                      | Tatiana Grigorieva (AUS) 4,55 m                                                                                                  | Vala Flosadottir (ISL) 4,50 m                                                                                               |
| Lancer du poids détails | Yanina Korolchik (BLR) 20,56 m                                                                       | Larisa Peleshenko (RUS) 19,92 m                                                                                                  | Astrid Kumbernuss (GER) 19,62 m                                                                                             |
| Lancer du disque détails | Ellina Zvereva (BLR) 68,40 m                                                                         | Anastasia Kelesidou (GRE) 65,71 m                                                                                                | Irina Yatchenko (BLR) 65,20 m                                                                                               |
| Lancer du marteau détails | Kamila Skolimowska (POL) 71,16 m                                                                     | Olga Kuzenkova (RUS) 69,77 m | Kirsten Münchow (GER) 69,28 m                                                                                               |
| Lancer du javelot détails | Trine Hattestad (NOR) 68,91 m (OR)                                                                   | Miréla Manjani (GRE) 67,51 m | Osleidys Menendez (CUB) 66,18 m                                                                                             |
| Heptathlon détails | Denise Lewis (GBR) 6 584 pts                                                                         | Yelena Prokhorova (RUS) 6 531 pts                                                                                                | Natalya Sazanovich (BLR) 6 527 pts                                                                                          |
| Records et Performances - AR : Record continental (area record) - CR : Record des championnats (championship record) - MR : Record du meeting (meet record) - NR : Record national (national record) - OR : Record olympique (olympic record) - PR : Record paralympique (paralympic record) - PB : Record personnel (personal best) - SB : Meilleure performance personnelle de la saison (season's best) - WL : Meilleure performance mondiale de l'année (world leader) - WJR : Record du monde junior (world junior record) - WR : Record du monde (world record) Circonstances et Conditions - DNF : N'a pas terminé (did not finish) - DNS : N'a pas pris le départ (did not start) - DQ : Disqualification (disqualification) - NM : Aucun essai valable enregistré (No Mark) - Q : Qualifié « directement » au prochain tour (ou à la prochaine compétition), lors d'une compétition majeure, grâce au classement ou à la réalisation des minima (automatic qualifier) - q : Qualifié au prochain tour (ou à la prochaine compétition), lors d'une compétition majeure, grâce au repêchage ou à la réalisation de l'une des meilleures performances parmi celles des « non qualifiés directement » (grâce au meilleur temps ou à la meilleure distance par exemple) (secondary qualifier) | | | |

* Athlètes médaillés ayant participé aux séries des relais

### Tableau des médailles
| Rang             | Nation             | Or | Argent | Bronze | Total |
| ---------------- | ------------------ | -- | ------ | ------ | ----- |
| 1                | États-Unis         | 7  | 4      | 5      | 16    |
| 2                | Éthiopie           | 4  | 1      | 3      | 8     |
| 3                | Pologne            | 4  | 0      | 0      | 4     |
| 4                | Russie             | 3  | 4      | 6      | 13    |
| 5                | Kenya              | 2  | 3      | 2      | 7     |
| 6                | Cuba               | 2  | 2      | 2      | 6     |
| 6                | Grande-Bretagne    | 2  | 2      | 2      | 6     |
| 8                | Allemagne          | 2  | 1      | 2      | 5     |
| 9                | Biélorussie        | 2  | 0      | 3      | 5     |
| 10               | Bahamas            | 2  | 0      | 1      | 3     |
| 11               | Grèce              | 1  | 3      | 0      | 4     |
| 12               | Roumanie           | 1  | 2      | 2      | 5     |
| 13               | Australie          | 1  | 2      | 0      | 3     |
| 14               | Algérie            | 1  | 1      | 2      | 4     |
| 15               | République tchèque | 1  | 1      | 0      | 2     |
| 15               | Nigéria            | 1  | 1      | 0      | 2     |
| 15               | Norvège            | 1  | 1      | 0      | 2     |
| 18               | Bulgarie           | 1  | 0      | 0      | 1     |
| 18               | Chine              | 1  | 0      | 0      | 1     |
| 18               | Estonie            | 1  | 0      | 0      | 1     |
| 18               | Finlande           | 1  | 0      | 0      | 1     |
| 18               | Japon              | 1  | 0      | 0      | 1     |
| 18               | Kazakhstan         | 1  | 0      | 0      | 1     |
| 18               | Lituanie           | 1  | 0      | 0      | 1     |
| 18               | Mozambique         | 1  | 0      | 0      | 1     |
| 26               | Jamaïque           | 0  | 6      | 3      | 9     |
| 27               | Italie             | 0  | 2      | 0      | 2     |
| 28               | Maroc              | 0  | 1      | 3      | 4     |
| 29               | Afrique du Sud     | 0  | 1      | 2      | 3     |
| 30               | Mexique            | 0  | 1      | 1      | 2     |
| 30               | Trinité-et-Tobago  | 0  | 1      | 1      | 2     |
| 32               | Autriche           | 0  | 1      | 0      | 1     |
| 32               | Brésil             | 0  | 1      | 0      | 1     |
| 32               | Danemark           | 0  | 1      | 0      | 1     |
| 32               | Irlande            | 0  | 1      | 0      | 1     |
| 32               | Lettonie           | 0  | 1      | 0      | 1     |
| 32               | Arabie saoudite    | 0  | 1      | 0      | 1     |
| 32               | Sri Lanka          | 0  | 1      | 0      | 1     |
| 39               | Ukraine            | 0  | 0      | 2      | 2     |
| 40               | Barbade            | 0  | 0      | 1      | 1     |
| 40               | Islande            | 0  | 0      | 1      | 1     |
| 40               | Portugal           | 0  | 0      | 1      | 1     |
| 40               | Espagne            | 0  | 0      | 1      | 1     |
| 40               | Suède              | 0  | 0      | 1      | 1     |
| Total 44 nations | Total 44 nations   | 45 | 47     | 47     | 139   |